# Pictou-Ouest
Pour les articles homonymes, voir Pictou (homonymie).
Circonscription électorale provinciale du Canada
Pictou-Ouest est une circonscription électorale provinciale de la province canadienne de la Nouvelle-Écosse, afin d'élire un seul député à la Chambre d'Assemblée. 

## Liste des députés
|  | Stewart W. Proudfoot   | Libéral                   | 1949 - 1953 |
|  | Stewart W. Proudfoot   | Libéral                   | 1953 - 1956 |
|  | Harvey Veniot (en)     | Progressiste-conservateur | 1956 - 1960 |
|  | Harvey Veniot (en)     | Progressiste-conservateur | 1960 - 1963 |
|  | Harvey Veniot (en)     | Progressiste-conservateur | 1963 - 1967 |
|  | Harvey Veniot (en)     | Progressiste-conservateur | 1967 - 1970 |
|  | Harvey Veniot (en)     | Progressiste-conservateur | 1970 - 1974 |
|  | Dan Reid               | Libéral                   | 1974 - 1978 |
|  | Donald P. McInnes (en) | Progressiste-conservateur | 1978 - 1981 |
|  | Donald P. McInnes (en) | Progressiste-conservateur | 1981 - 1984 |
|  | Donald P. McInnes (en) | Progressiste-conservateur | 1984 - 1988 |
|  | Donald P. McInnes (en) | Progressiste-conservateur | 1988 - 1993 |
|  | Donald P. McInnes (en) | Progressiste-conservateur | 1993 - 1998 |
|  | Charlie Parker         | NPD                       | 1998 - 1999 |
|  | Muriel Baillie         | Progressiste-conservateur | 1999 - 2003 |
|  | Charlie Parker         | NPD                       | 2003 - 2006 |
|  | Charlie Parker         | NPD                       | 2006 - 2009 |
|  | Charlie Parker         | NPD                       | 2009 - 2013 |
|  | Karla MacFarlane       | Progressiste-conservateur | 2013-2024   |